# Araneus petersi
Araneus petersi là một loài nhện trong họ Araneidae.
Loài này thuộc chi Araneus. Araneus petersi được Ferdinand Karsch miêu tả năm 1878.